# 丹参素
丹参素（英語： 或称为丹参酸甲、丹参酸A ）是一种α-羟基酸，存在于植物丹参和香蜂花中，是一些传统中药的活性成分。
丹参素是在丹参根的水溶性提取物中发现的，可溶于水、甲醇、乙醇、乙酸乙酯和丙酮。而丹参的脂溶性提取物为丹参酮。

## 反应
丹参素对空气及碱性条件敏感，暴露时会氧化、聚合并变暗。丹参素经硫酸二甲酯处理后，其羟基可被甲基化。在酸性条件下，丹参素可转化为丹酚酸C（Salvianolic acid C）。

## 药理学
丹参素可扩张心脏动脉。
丹参素直接与糖酵解酶PKM2结合，导致内皮糖酵解急剧下降，并以PKM2依赖的方式激活β-Catenin/Claudin-5信号轴来改善内皮完整性，从而诱导肿瘤血管正常化。

## 延伸阅读
- Yan, Xijun. . Springer. 27 October 2014. ISBN 978-94-017-9463-3 （英语）.